# 須子インターチェンジ
須子インターチェンジ（すこインターチェンジ）は島根県益田市にある山陰自動車道（益田道路）のインターチェンジである。

## 概要
2007年（平成19年）3月24日に益田道路の高津ICより西側の区間が開通したが、益田市須子町で国道9号に角井西交差点（丁字交差点）で平面交差する構造となっており、現地の看板や文献によっては当該箇所は単に「益田道路終点」とみなされ、現時点ではインターチェンジとは見なされていない。
2020年度より益田道路より西側の区間である益田西道路が事業化されており、将来的にインターチェンジの構造となる見込み。

## 隣
E9 山陰自動車道
萩・石見空港IC - 須子IC - 白上IC（事業中）